# 水上布奈山神社

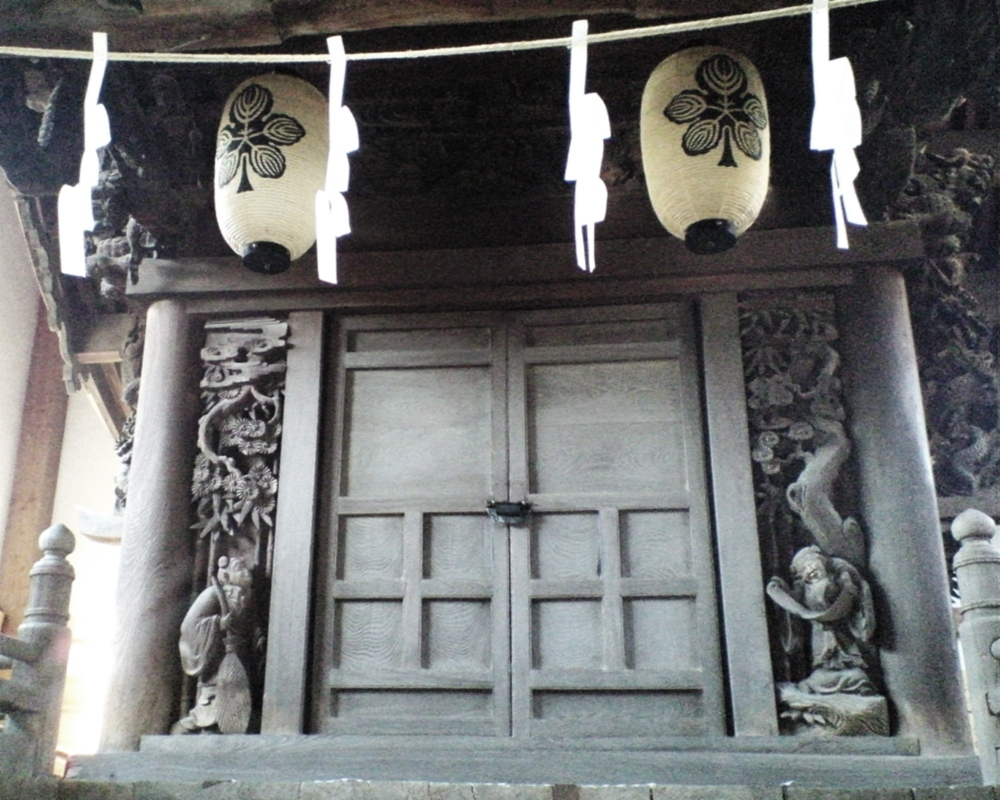
国の重要文化財である本殿は重厚な彫刻が特徴。

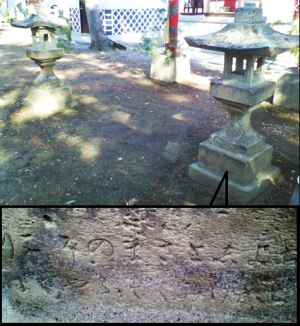
飯盛女の献燈籠の台座には52名の名が刻まれている。

水上布奈山神社（みずかみふなやまじんじゃ）は、長野県千曲市にある神社である。
本殿は国の重要文化財。境内の「飯盛女の献燈籠」は千曲市の有形文化財に指定されている。

## 概要
江戸初期に諏訪大社から祭神を勧請して創建される。寛政期に建立された本殿は一間社流造で、諏訪の大工柴宮長左衛門による彫刻が無数に施されている。彫刻の豊富な主題と豪壮な表現技法は当時の建築様式を伝えるものとして、国の重要文化財に指定されている。
また、境内の「飯盛女の献燈籠」は1839年（天保10年）7月に下戸倉宿に働く飯盛女52名と旅籠屋主人が奉納したもので、台座に刻まれた52名の飯盛女の名を確認することができる。千曲市の指定有形文化財である。
諏訪大社にならい、7年毎（数え年によるもので、実際には6年に一度の申年と寅年）の4月中旬に御柱祭がある。直近の御柱祭は2010年に行われた。

## 歴史
- 1603年（慶長8年）　北国街道の整備により下戸倉宿が置かれた。これに伴い、諏訪大社から建御名方神を勧請し、諏訪社として創建された[2]。
- 1789年（寛政元年）　現在の本殿が建立[2]。
- 1835年（天保6年）　水上布奈山神社に改称した。
- 1839年（天保10年）　境内に飯盛女52名による燈籠が奉納される。
- 1868年（明治元年）    神仏分離令。
- 1965年（昭和40年）　本殿が戸倉町（現千曲市）の有形文化財に登録。
- 1988年（昭和63年）　本殿が国の重要文化財に指定。

## 交通
- 鉄道:しなの鉄道戸倉駅より徒歩約6分。